# Thurland
Thurland ist ein Ortsteil der Stadt Raguhn-Jeßnitz im Landkreis Anhalt-Bitterfeld in Sachsen-Anhalt.

## Geografie

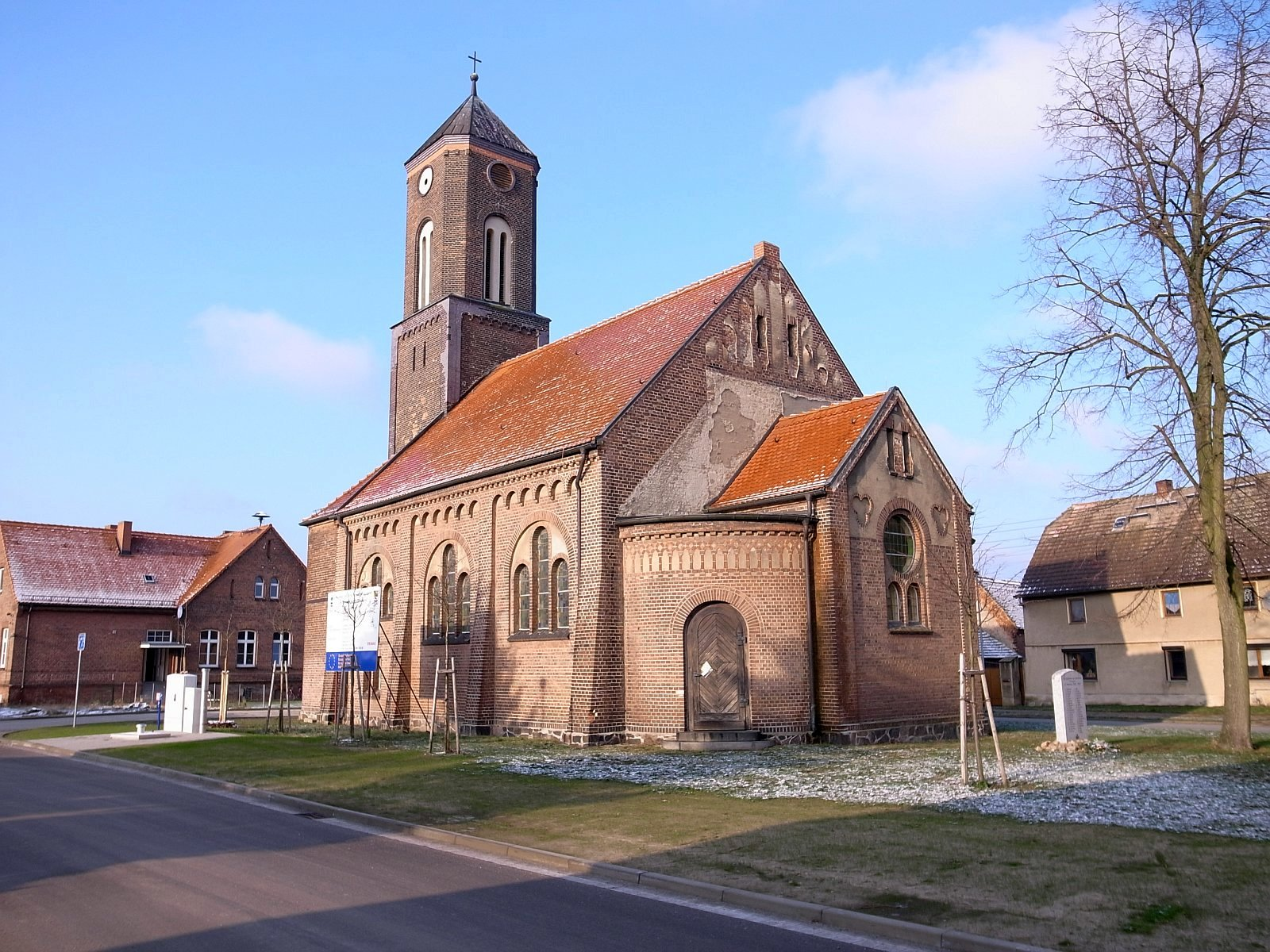
Kirche in Thurland

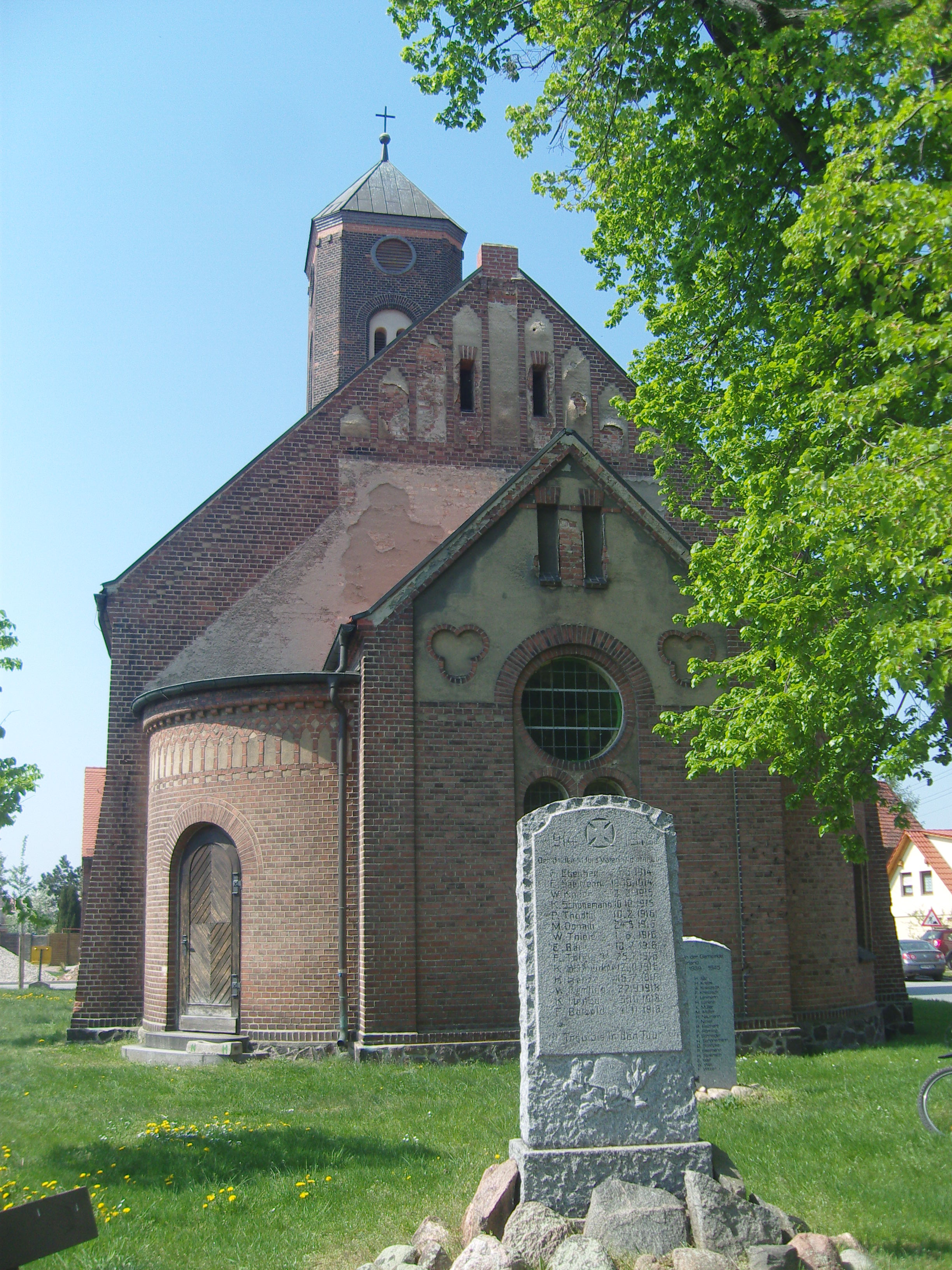
Kriegerdenkmale neben der Kirche

Thurland liegt zwischen Dessau-Roßlau und Halle (Saale) am Rande des Biosphärenreservates Flusslandschaft Mittlere Elbe.
Als Ortsteil der ehemaligen Gemeinde war Klein Leipzig ausgewiesen.

## Geschichte
Im Jahr 1308 wurde Thurland erstmals in einer Schenkungsurkunde urkundlich erwähnt.
Am 1. Januar 2010 schlossen sich die bis dahin selbstständigen Gemeinden Thurland, Marke, Retzau, Schierau, Altjeßnitz und Tornau vor der Heide sowie die Städte Jeßnitz (Anhalt) und Raguhn zur Stadt Raguhn-Jeßnitz zusammen. Gleichzeitig wurde die Verwaltungsgemeinschaft Raguhn, zu der Thurland gehörte, aufgelöst.

## Gedenkstätten
- Grabstätten auf dem Ortsfriedhof für zwei namentlich bekannte Polen, die während des Zweiten Weltkrieges nach Deutschland verschleppt und Opfer von Zwangsarbeit wurden, als sie bei letzten Kampfhandlungen im April 1945 ums Leben kamen

## Politik

### Bürgermeister
Die letzte Bürgermeisterin der Gemeinde war Dagmar Peschek.
Seit dem 18. Juli 2014 übt Nils Naumann das Amt des Ortsbürgermeisters aus.

### Wappen
Blasonierung: „In Silber ein grüner Lindenbaum auf grünem Schildfuß. Vor der Linde ein schwarzer Auerochse.“
Das Wappen wurde 1995 vom Magdeburger Kommunalheraldiker Jörg Mantzsch gestaltet.

### Flagge
Die Flagge wurde am 4. Februar 2008 durch den Landkreis genehmigt.
Die Flagge ist Grün - Weiß (1:1) gestreift (Querform: Streifen waagerecht verlaufend; Längsform: Streifen senkrecht verlaufend) und mittig mit dem Gemeindewappen belegt.

## Kultur und Sehenswürdigkeiten
Neben der Kirche stehen Kriegerdenkmale für die Gefallenen der beiden Weltkriege. Des Weiteren befindet sich in Thurland ein zum Wohnhaus umgebauter Turmholländer.

## Wirtschaft und Infrastruktur
Thurland ist bekannt durch den Thurländer Hähnchengrill und die Thurländer Salat und Feinkost GmbH.
Des Weiteren besitzt Thurland ein Fachgeschäft für Spezial- und Übergrößen, eine Fleischerei und mehrere Baufirmen.
Unweit des Ortes befinden sich mehrere Windparks.

### Verkehr
Westlich von Thurland verläuft in unmittelbarer Nähe die Bundesautobahn 9 von Leipzig nach Berlin und östlich die Bundesstraße 184 Bitterfeld-Wolfen - Dessau-Roßlau.

## Vereine
Thurland besitzt mehrere Vereine, die einen großen Anteil an der Gemeinschaft im Dorf haben – Auswahl:
- Thurländer Pfingstburschen e. V.

Die Thurländer Pfingstburschen richten jedes Jahr zu Pfingsten ein Traditionsfest mit Ringreiten, Sportveranstaltungen, Tanzabend und gemütlichem Beisammensein aus.
- Thurländer Faschingsclub e. V.
- SV Thurland 08 e. V. (Fußball)